# لسان العصفور
لسان العصفور هي نوع من المعكرونة تأتي على هيئة قطع صغيرة، مثل حبوب الأرز الكبيرة أو مثل لسان عصفور ضخم كما في التسمية العربية. يمكن لمعكرونة لسان العصفور أن تقدم وحدها أو مُضمنة في حساء أو كجزء من سلطة أو بيلاف أو مخبوزة في طبق كسرولة.
تسمى في الإيطالية أورزو (Orzo) وتعني حرفياً «شعير» وتسمى أيضاً ريزوني (risoni) وتعني «الأرز الكبير».

## منتجات مماثلة
معكرونة لسان العصفور تماثل كريثاكي (باليونانية: κριθαράκι، تعني حبوب الشعير الصغيرة) من المطبخ اليوناني و أربا شيهريا (بالتركية: arpa şehriye ، وتعني نودلز الشعير) من المطبخ التركي و أرزو في المطبخ الإيطالي. أما في إسبانيا، فالمعكرونة التي تماثلها تسمى بينيانيس (piñones) وربما يسبب ذلك بعض الخلط لأن هذه الكلمة تستخدم أيضاً لحبوب الصنوبر في الأسبانية. 

## طريقة التحضير
غالباً مايتم سلق لسان العصفور لتحضيرها في حساء. كما يمكن سلقها ومن ثم قليها بشكل طفيف لتحضير طبق يشبه الريزوتو.